# Austrália nos Jogos Olímpicos de Verão de 1976
Austrália participou dos Jogos Olímpicos de Verão de 1976 em Montreal, Canadá.